# شهرستان واشینگتن (نیویورک)
شهرستان واشینگتن، نیویورک (به انگلیسی: Washington County, New York) یک سکونتگاه مسکونی در ایالات متحده آمریکا است که در ایالت نیویورک واقع شده‌است.

## خصوصیات
شهرستان واشینگتن ۲٬۱۹۱٫۱۴ کیلومترمربع مساحت دارد.